# Kvikne

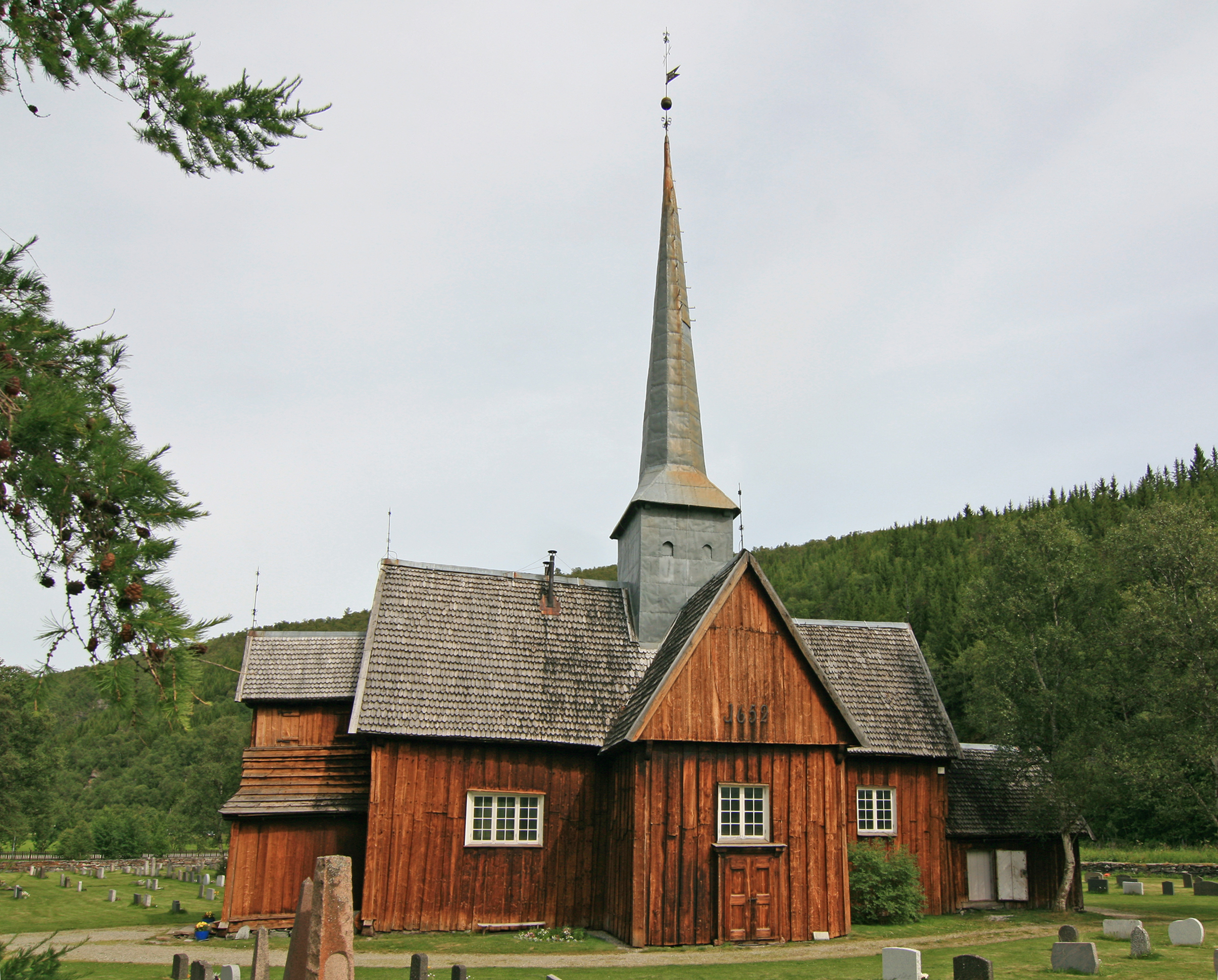
Kościół w Kvikne

Kvikne – norweska wieś i dawna gmina położona w okręgu Hedmark. W tej miejscowości rozpoczyna swój bieg rzeka Orkla. 
W roku 1966 gmina Kvikne została podzielona na dwie wsie: Kvikne (664 mieszkańców) przyłączoną do gminy Tynset i Innset (420 mieszkańców) przyłączoną do gminy Rennebu w okręgu Sør-Trøndelag.

## Osoby związane z Kvikne
- Bjørnstjerne Bjørnson – pisarz, laureat Nagrody Nobla (1903)[2]
- Mikael Bratbost – śpiewak operowy
- Anders Rambech – polityk